# Miles Gordon Technology
Miles Gordon Technology plc. (MGT) byla založena v roce 1986 dvěma zaměstnanci firmy Sinclair Research, Alanem Milesem a Bruce Gordonem poté, co byla jejich mateřská firma prodána Amstradu. MGT vyráběla HW doplňky pro počítač Sinclair ZX Spectrum, z nichž nejznámější jsou disk. interface Disciple a jeho nástupce +D. V roce 1989 firma MGT uvedla na trh veřejností dlouho očekávané vylepšené Superspectrum, počítač Sam Coupé. Jeho výroba a nástup byl financován z prostředků získaných prodejem práv k populárnímu disk. řadiči +D firmě Datel Electronics Ltd. V roce 1990 však byla na MGT pro finanční potíže uvalena nucená správa a většinu aktiv odkoupila Sam Computers Ltd., kterou založili opět Miles a Gordon. Tato společnost existovala do roku 1992, kdy byla prodána firmě West Coast Computers.
Rozšířené výrobky MGT jsou: diskové řadiče Disciple (navazující na ZX Interface 1) a +D (vycházející z Disciple, avšak bez RS-232 a síťového rozhraní), MGT Lifetime Disc Drive, interface TwoFace. Od roku 1989 pak počítač SAM Coupé a jeho doplňky (IF Messenger pro spojení s počítačem ZX Spectrum, RS-232, Centronics, SAMBUS s RTC, ext. 1 MB RAM, mouse IF, IF Kaleidoscope).
První výrobek, Disciple byl vybaven operačním systémem GDOS, z něhož vycházejí další kompatibilní systémy, jako G+DOS, UNIDOS a BetaDOS a systémy SAMDOS, MasterDOS a BDOS počítače Sam Coupé. Na ZX Spectru 48K/128K je dnes tento standard dostupný i pro moderní IDE interface DivIDE.